# Martin von Wahrendorff
Martin von Wahrendorff (1789-1861) était un diplomate et un inventeur suédois.
Son père Anders von Wahrendorff était le propriétaire d'une fonderie de canon à Aker. En 1837, Wahrendorff dépose une demande de brevet sur un nouveau mécanisme de culasse, connu, plus tard, comme la culasse Wahrendorff. Le premier canon à chargement par la culasse (de type Wahrendorff) a été fabriqué à Åker en 1840. Dans les années 1840, le major sarde Giovanni Cavalli a été envoyé à la fonderie Åker pour inspecter les armes que le gouvernement sarde avait commandées. Tous les deux ont ensuite commencé à expérimenter avec des projectiles allongés revêtu de plomb tiré depuis des canons rayés, à chargement par la culasse, d'après la conception de Wahrendorff. En 1854, l'armée suédoise a adopté trois types différents de canons à âme lisse à chargement par la culasse de type Wahrendorff, dont les calibres allait de 155 à 226 mm.
Wahrendorff est mort en 1861.